# Coenocharopa sordidus
Coenocharopa sordidus är en snäckart som beskrevs av Stanisic 1990. Coenocharopa sordidus ingår i släktet Coenocharopa och familjen Charopidae. Inga underarter finns listade i Catalogue of Life.